# 리사 캐닝
리사 캐닝(Lisa Canning, 1966년 11월 7일 ~ )은 미국의 영화배우, 저널리스트이다.
세인트토머스섬에서 태어났다.

## 출연 작품

### 영화
- 스크림 (1996)
- 살인 퍼즐 게임 (1996, Scene of the Crime)
- 알란 스미시 영화 (1997)
- 투모로우 (2004)
- In Memory (2015) - 단편

### 텔레비전
- 팜스프링스 수사대 (1991-92, P.S. I Luv U)
- SOS 해상 구조대 (1992-94)
- 더 영 앤 더 레스트리스 (2004-05)
- 댄싱 위드 더 스타 (2005) - 진행자
- 더 볼드 앤 더 뷰티풀 (2009)